# Molini di Triora
Molini di Triora – miejscowość i gmina we Włoszech, w regionie Liguria, w prowincji Imperia.
Według danych na rok 2004 gminę zamieszkiwało 700 osób, 12,3 os./km².